# Мъдрино
Мъ̀дрино е село в Югоизточна България, община Карнобат, област Бургас.

## География
Село Мъдрино се намира на около 52 km запад-северозападно от центъра на областния град Бургас, около 9 km северозападно от общинския център град Карнобат и около 29 km западно от град Айтос. Разположено е в Карнобатската котловина, североизточно от Терзийски баир, върху равен терен на около километър от течащата югозападно от него река Мочурица. Надморската височина в центъра на селото е около 177 m. Климатът е преходно-континентален.
През Мъдрино минава третокласният републикански път III-705, водещ на север до връзка с второкласния републикански път II-73 и село Вълчин, а на северозапад през село Горово към град Сунгурларе.
На около километър североизточно от селото минава железопътната линия София-Илиянци – Карлово – Карнобат – Комунари – Варна.
Землището на село Мъдрино граничи със землищата на: село Вълчин на запад и север; село Невестино на североизток; село Сигмен на изток; град Карнобат на изток и юг; село Искра на юг.

## История
След Руско-турската война 1877 – 1878 г., по Берлинския договор 1878 г. селото остава в Източна Румелия; присъединено е към България след Съединението през 1885 г.
През 1934 г. селото с дотогавашно име Кадъ-кьой е преименувано на Мъдрино.
През 1936 г. в селото е създадено читалище „Пробуда“.
През 1999 г. е закрито кметство Мъдрино. Изпълнителната власт в селото към 2022 г. се упражнява от кметски наместник.

## Население
Населението на село Мъдрино наброява 511 души при преброяването към 1934 г. и 538 към 1946 г., намалява до 162 към 1992 г. и 75 (по текущата демографска статистика за населението) към 2021 г.

### Етнически състав
Преброяване на населението през 2011 г.
Численост и дял на етническите групи според преброяването на населението през 2011 г.:
|                     | Численост |
| Общо                | 92        |
| Българи             | -         |
| Турци               | -         |
| Цигани              | -         |
| Други               | -         |
| Не се самоопределят | -         |
| Неотговорили        | 89        |

## Културни и природни забележителности
В западния край на селото са запазени около двадесет много стари дървета от вековна дъбова гора.